# Ciclismo nos Jogos Olímpicos de Verão da Juventude de 2010 - Equipes mistas combinadas
Estes são os resultados das equipes mistas combinadas do ciclismo nos Jogos Olímpicos de Verão da Juventude de 2010, em Cingapura. As competições de ciclismo foram realizadas entre os dias 17 e 22 de agosto de 2010 no Tampines Bike Park (corta-mato, contrarrelógio masculino e BMX) e na Plataforma Flutuante Marina Bay (contrarrelógio feminino e estrada).

## Medalhistas
|  | COL Colômbia                                                  |  | ITA Itália                                                     |  | NED Países Baixos                                                           |
|  | Jessica Lergada Jhonnatan Botero Brayan Ramírez David Oquendo |  | Alessia Bulleri Andrea Righettini Nicolas Marini Mattia Furlan |  | Maartje Hereijgers Thijs Zuurbier Friso Roscam Abbing Ijpeij Twan van Gendt |

## Resultados
| Pos.              | Equipe | Corta-mato | Corta-mato | Contrarrelógio | Contrarrelógio | BMX   | BMX  | Prova de estrada | Total |
| Pos.              | Equipe | Masc.      | Fem.       | Masc.          | Fem.           | Masc. | Fem. | Masc.            | Total |
| ----------------- | --- | ---------- | ---------- | -------------- | -------------- | ----- | ---- | ---------------- | ----- |
| Medalha de ouro   | Colômbia (COL) Jessica Lergada Jhonnatan Botero Brayan Ramirez David Oquendo                              | 1          | 40         | 12             | 40             | 1     | 40   | 20               | 154   |
| Medalha de prata  | Itália (ITA) Alessia Bulleri Andrea Righettini Nicolas Marini Mattia Furlan                               | 10         | 12         | 16             | 21             | 61    | 39   | 12               | 171   |
| Medalha de bronze | Países Baixos (NED) Maartje Hereijgers Thijs Zuurbier Friso Roscam Abbing Ijpeij Twan van Gendt           | 40         | 39         | 24             | 30             | 10    | 8    | 40               | 191   |
| 4                 | Bélgica (BEL) Tori van de Perre Laurens Sweeck Boris Vallée Mattias Somers                                | 17         | 40         | 14             | 40             | 72    | 18   | -4               | 197   |
| 5                 | Suíça (SUI) Linda Indergand Michael Stuenzi Marc Schaerli Romain Tanniger                                 | 61         | 5          | 30             | 1              | 45    | 24   | 40               | 206   |
| 6                 | México (MEX) Ingrid Drexel Carlos Moran Ulises Castillo Christopher Mireles                               | 30         | 21         | 30             | 8              | 72    | 40   | 20               | 221   |
| 7                 | Dinamarca (DEN) Mette Jepsen Magnus Nielsen Michael Andersen Niklas Laustsen Laustsen                     | 45         | 40         | 7              | 40             | 17    | 15   | 67               | 231   |
| 8                 | Chéquia (CZE) Karolína Kalašová Daniel Veselý Matěj Lasák Jakub Hladík                                    | 50         | 1          | 30             | 5              | 50    | 40   | 67               | 243   |
| 9                 | Portugal (POR) Magda Martins João Leal Rafael Reis Rodrigo Gomes                                          | 72         | 30         | 1              | 40             | 72    | 40   | 5                | 260   |
| 10                | Chile (CHI) Laura Munizaga Nicolas Prudencio Edison Bravo Ignacio Cruz                                    | 58         | 15         | 27             | 15             | 64    | 27   | 56               | 262   |
| 11                | Austrália (AUS) Kirsten Dellar Michael Baker Jay McCarthy Matthew Dunsworth                               | 72         | 40         | 4              | 38             | 54    | 5    | 67               | 280   |
| 12                | Polônia (POL) Monika Śur Bartłomiej Wawak Marek Kulas Michał Czerkies                                     | 25         | 18         | 22             | 40             | 72    | 40   | 67               | 284   |
| 13                | Brasil (BRA) Mayara Perez William Alexi Guilherme Pineyrua Leandro Miranda                                | 70         | 40         | 30             | 40             | 40    | 1    | 72               | 293   |
| 14                | África do Sul (RSA) Teagan O'Keeffe Luke Roberts Jayde Julius Lunga Mkhize                                | 72         | 40         | 30             | 40             | 72    | 12   | 30               | 296   |
| 15                | Eslovênia (SLO) Nika Kožar Urban Ferenčak Doron Hekič Rok Korošec                                         | 35         | 40         | 30             | 39             | 72    | 40   | 45               | 301   |
| 16                | Japão (JPN) Manami Iwade Idomu Yamamoto Koji Nagase Yoshitaku Nagasako                                    | 72         | 32         | 28             | 40             | 30    | 30   | 72               | 304   |
| 17                | Cazaquistão (KAZ) Rimma Luchshenko Vadim Galeyev Alexy Lutsenko Nurlan Duisenov                           | 68         | 38         | 10             | 24             | 72    | 40   | 53               | 305   |
| 17                | Letônia (LAT) Lija Laizane Andris Vosekalns Aleksandrs Kurbatskis Kristers Taims                          | 72         | 34         | 30             | 27             | 35    | 40   | 67               | 305   |
| 19                | Canadá (CAN) Kristina Laforge Steven Noble Ryan Macdonald Steven Creighton                                | 64         | 8          | 20             | 40             | 66    | 37   | 72               | 307   |
| 20                | Nova Zelândia (NZL) Sarah Kate McDonald Sam Shaw Denay Cottam Trent Woodcock                              | 72         | 37         | 25             | 12             | 58    | 32   | 72               | 308   |
| 21                | Argentina (ARG) Verena Brunner Kevin Ingratta Facundo Lezica Lucas Bustos                                 | 72         | 50         | 26             | 37             | 25    | 40   | 72               | 322   |
| 22                | Espanha (ESP) Bianca Martín Antonio Santos Alvaro Trueba Rubén Crespo                                     | 54         | 40         | 29             | 36             | 70    | 40   | 54               | 323   |
| 23                | Chipre (CYP) Antri Christoforou Leontios Katsouris Eirinaios Koutsiou Mamas Kyriacou                      | 72         | 27         | 30             | 18             | 72    | 40   | 72               | 331   |
| 24                | Indonésia (INA) Elga Kharisma Novanda Destian Satria Ongky Setiawan Suherman Heryadi                      | 72         | 36         | 30             | 32             | 72    | 21   | 72               | 335   |
| 25                | Tailândia (THA) Siriluck Christoforou Satjakul Sianglam Sarawut Sirironnachai Jukrapech Wichana           | 72         | 24         | 30             | 40             | 72    | 36   | 63               | 337   |
| 26                | Bielorrússia (BLR) Volha Masiukovich Mikita Zharoven Kanstantsin Khviyuzan Pavel Rahel                    | 72         | 40         | 18             | 34             | 72    | 40   | 65               | 341   |
| 27                | Sérvia (SRB) Jovana Crnogorac Lazar Jovanović Filip Pavlović Aleksa Veličković                            | 72         | 40         | 30             | 40             | 72    | 40   | 61               | 355   |
| 28                | Bolívia (BOL) Jimena Montecinos Carlos Montellano Samuel Melgar Sebastian Vargas                          | 72         | 40         | 30             | 40             | 68    | 40   | 72               | 357   |
| 29                | Hungria (HUN) Zsófia Kéri Péter Fenyvesi Ferenc Stubán Patrik Szoboszlai                                  | 66         | 40         | 30             | 40             | 72    | 38   | 72               | 358   |
| 30                | Singapura (SIN) Nur Nasthasia Abdul Nazzeer Jun Jie Daniel Koh Travis Joshua Woodford Alvin Hui Zhi Phoon | 72         | 40         | 30             | 40             | 72    | 34   | 72               | 360   |
| 31                | Zimbabwe (ZIM) Shaylene Brown Nyasha Lungu Tyron Mackie Jonathan Lawrence Thackray                        | 72         | 40         | 30             | 40             | 72    | 40   | 72               | 366   |
| 32                | Eritreia (ERI) Senait Araya Debesay Samuel Akelom Gebremedhin Haben Ghebretinsae Yonas Kidane Merese      | 72         | 55         | 30             | 40             | 72    | 40   | 67               | 376   |